# Stay Away (L'Arc~en~Ciel)
Stay Away è un brano musicale del gruppo musicale giapponese de L'Arc~en~Ciel, pubblicato come secondo singolo estratto dall'album Real, il 19 luglio 2000. Il singolo ha raggiunto la seconda posizione della classifica Oricon dei singoli più venduti in Giappone, rimanendo in classifica per nove settimane e vendendo 733,.660 copie. Stay Away è stato eletto "miglior video dell'anno" in occasione degli "Space Shower Music Video Awards 00".

## Tracce
CD Singolo KSC2-332
1. STAY AWAY
2. get out from the shell
3. STAY AWAY ~Jaze Poo Mix~
4. STAY AWAY ~Truly Barbie Forest Ver.~

Durata totale: 17:21

## Classifiche
| Classifica (2000) | Posizione più alta |
| ----------------- | ------------------ |
| Giappone (Oricon) | 2                  |